# Jerónimo Molina Cano
Jerónimo Molina Cano (Blanca, Murcia, 22 de septiembre de 1968) es jurista, polemólogo e historiador de las ideas políticas y jurídicas, ocupaciones que compagina con la traducción. Académico correspondiente de la Real Academia de Ciencias Morales y Políticas. Premio Luis Díez del Corral 2017 otorgado por el Centro de Estudios Políticos y Constitucionales. Su preocupación fundamental es el realismo político, mentalidad política que define como la "imaginación del desastre". Especialista en el polemólogo francés Gaston Bouthoul, es autor de varios libros sobre Julien Freund, Raymond Aron, Carl Schmitt o Wilhelm Röpke. Desde su fundación, dirigió la revista Empresas Políticas, con una atención especial a los juristas de Estado del régimen de Franco y al estudio del pensamiento de Diego Saavedra Fajardo.

## Reseña biográfica
Nace en Blanca, provincia de Murcia, el 22 de septiembre de 1968. Estudia en el Colegio Público Nacional Antonio Molina González y en el Instituto de Bachillerato de Abarán. La Capitanía General de la Zona Marítima del Mediterráneo le nombra Especialista de la Armada Honorario en 1983, lo que estimula su vocación militar. Pensionado por la Confederación Española de Cajas de Ahorros se embarca en el Guanahani y participa en el Aula Navegante de Estudios Iberoamericanos en 1985. Estudia con beca ciencias políticas en la Universidad Complutense y, simultáneamente, derecho en la UNED, licenciándose en 1991 y 1993. En la Facultad de Ciencias Políticas y Sociología encuentra a uno de sus maestros, Dalmacio Negro Pavón, quien le encamina hacia el realismo político, la historiografía de las formas políticas y, finalmente, hacia otros maestros ex lectione (Julien Freund, Carl Schmitt, Raymond Aron o Bertrand de Jouvenel, entre los franceses y alemanes; Francisco Javier Conde o Jesús Fueyo entre los españoles) y ex auditu (Rodrigo Fernández-Carvajal, Gonzalo Fernández de la Mora o Günter Maschke). A otros maestros los encuentra él (Carlo Gambescia). En 1998 se doctora en Derecho por la Universidad Complutense de Madrid con una tesis sobre El pensamiento jurídico y político de Julien Freund, dirigida por Dalmacio Negro. Asimismo, en 2017, obtiene el doctorado en Filosofía por la Universidad de Coímbra con una tesis sobre La polemología o la guerra. El pensamiento polemológico de Gaston Bouthoul, dirigida por Alexandre Franco de Sá.

### Trayectoria universitaria
Hasta ahora ha desarrollado su carrera docente en la Universidad de Murcia, a la que se incorpora como Profesor Ayudante en 1992. Desde entonces ha impartido las asignaturas Política social y Teoría de los Servicios Sociales. En el año 2000 es nombrado Profesor Titular. Director del Departamento de Trabajo Social y Servicios Sociales (2017-2019). Decano de la Facultad de Trabajo Social (desde 2019)
. Dirige el Seminario Luis Olariga de Política social de la Universidad de Murcia, en el que impulsa, junto a sus colaboradores Sergio Fernández Riquelme y Jesús A. Guillamón, la colección Elmare, dedicada a la recuperación de los autores político-sociales españoles del siglo XX. Ha sido investigador visitante en el Archivo Central de Rin-Westfalia, en Düsseldorf, becado por el DAAD, y en la Universidad de Navarra, invitado por el Instituto Cultura y Sociedad (ICS).

### Otras actividades académicas
Fundador de la Sociedad de Estudios Políticos de la Región de Murcia (SEPREMU) y miembro fundador de la Asociación Argentina de Derecho Político. Miembro del Consejo Técnico Consultivo de la Región de Murcia para la Reforma de la Ley de la Presidencia de la Comunidad Autónoma. Socio de la Carl-Schmitt-Gesellschaft (Berlín, antes Plettenberg). Miembro integrado del Instituto de Estudos Filosóficos de la Universidad de Coímbra.

## Reseña intelectual

### Escuela Española del Derecho Político (1935-1969)
Los juristas de Estado que desarrollan la parte esencial de su carrera bajo la dictadura del general Franco han sido postergados en la academia y en la universidad española desde 1978. Hay excepciones, naturalmente, pero a juicio de Molina Cano con la mayoría de ellos se ha cometido una grave injusticia intelectual. En su opinión, hay una distancia "sideral" entre aquellos catedráticos de Derecho político y Teoría del Estado y la mayoría de los cultivadores contemporáneos del Derecho constitucional.
En contra de la opinión dominante, Molina Cano ha subrayado enérgicamente la continuidad entre ese grupo intelectual y lo mejor del pensamiento jurídico político y constitucional de la Segunda República, muy bien representado por Nicolás Pérez Serrano.
Entre los juristas que conforma la "Escuela Española de Derecho Político" destacan Francisco Javier Conde García, el primer Carlos Ollero Gómez, Jesús Fueyo y Rodrígo Fernández-Carvajal. Junto a otros que participan de unos rasgos generales comunes (influencia del magisterio de Xavier Zubiri; un muy buen conocimiento del pensamiento de Carl Schmitt y Hermann Heller; la intimidad con la historia -Pedro Laín Entralgo dixit-; el realismo político; una clara noción de lo político y del Estado; un agnosticismo de la forma de gobierno), forman el grupo de pensadores políticos más compacto y brillante desde el Siglo de Oro. Su calidad intelectual, suele decir el autor, es inversamente proporcional al silencio que sofoca sus nombres. Sobre ellos ha caído también la damnatio memoriae que persigue a los intelectuales españoles de los postguerra civil y del desarrollismo económico.
A los ya citados añade el profesor Molina Cano otros, directa o indirectamente ("en constelación") relacionados con el grupo. Por ejemplo Gonzalo Fernández de la Mora y Álvaro d'Ors.

## Excerpta bibliographica

### Libros

#### Realismo político
- Los enemigos de España son mis enemigos. Bibliografía pranhispánica de Carl Schmitt (Comares, 2022). [En colaboración con José Díaz Nieva].
- Contra el mito Carl Schmitt (2ª edición, revisada y muy ampliada con nuevos materiales, Renacimiento, 2019).
- Contra el mito Carl Schmitt (EDITUM, 2014).
- Raymond Aron, realista político (Sequitur, 2013).
- Carl Schmitt: Derecho, política y Grandes espacios, en coed. con Jorge Giraldo (EAFIT & SEPREMU, 2009).
- Julien Freund, lo político y la política (Sequitur, 2000).

#### Política social
- Epítome de la Política social 1917-2007 (Isabor, 2007).
- Röpke (Settimo Sigillo. 2006).
- La política social en la historia (Diego Marín, 2001; 2ª ed., Isabor, 2004).
- La Tercera vía en Wilhelm Röpke (Universidad de Navarra, 2001).
- La filosofía de la economía de Julien Freund ante la economía moderna (Fundación Cánovas del Castillo, 1997).

#### Polemología
- Gaston Bouthoul, inventor de la polemología. Demografía, guerra y complejos belígenos (Centro de Estudios Políticos y Constitucionales, 2019).
- Conflicto, gobierno, economía. Cuatro ensayos sobre Julien Freund (Struhart y Cía, 2004).

#### Diarios y crítica literaria
- Nada en las manos (Los Papeles del Sitio, 2013).
- En la cabellera de un cometa llamado Ernesto Giménez Caballero (Los Papeles del Sitio, 2010).

### Ediciones
- O. Spengler, Prusianidad y socialismo (Renacimiento, 2020).
- F.-F. Montiel, Los almendros de Urci. Memorias de una vida revuelta (Renacimiento, 2017).
- R. Michels, Studi sulla democrazia e sull’autorità, en coed. con Carlo Gambescia (Il Foglio, 2015).
- C. Dawson, Los dioses de la Revolución (Encuentro, 2015).
- C. Gambescia, Liberalismo triste. Un recorrido de Burke a Berlin (Encuentro, 2015).
- J. Ortega y Gasset, Aufbau und Zerfall einer Nation (Karolinger Verlag, 2013).
- W. Röpke, La crisis social de nuestro tiempo (El buey mudo, 2010).
- F. J. Conde, El hombre, animal político (Encuentro, 2011).
- G. Simmel, El pobre (Sequitur 2011, 2014).
- G. Simmel, El conflicto (Sequitur, 2010).
- E. Giménez Caballero, Cartageneras (Papeles de la Ballena alegre, 2007).
- F. J. Conde, Introducción al Derecho político actual (Comares, 2006).
- F. J. Conde, Teoría y sistema de las formas políticas (Comares, 2006).
- H.-H. Hoppe, Monarquía, democracia y orden natural (Gondo, 2004; 2ª ed., Unión Editorial, 2013).

### Traducciones
- La aventura de lo político, de Julien Freund, en colaboración con J. C. Valderrama (Ediciones Encuentro, 2019).
- Monarquía, democracia y orden natural. Una visión austriaca de la , de Hans-Hermann Hoppe (Ediciones Gondo, 2004; 2ª edición, Unión Editorial, 2014).
- Liberalismo triste. Un recorrido de Burke a Berlin, de Carlo Gambescia (Ediciones Encuentro, 2015).
- Los dioses de la Revolución, de Christopher Dawson (Ediciones Encuentro, 2015).
- Europa Unida. Dieciocho discursos y una carta, de Winston S. Churchill (Ediciones Encuentro, 2016).